# Heliógrafo (telecomunicaciones)

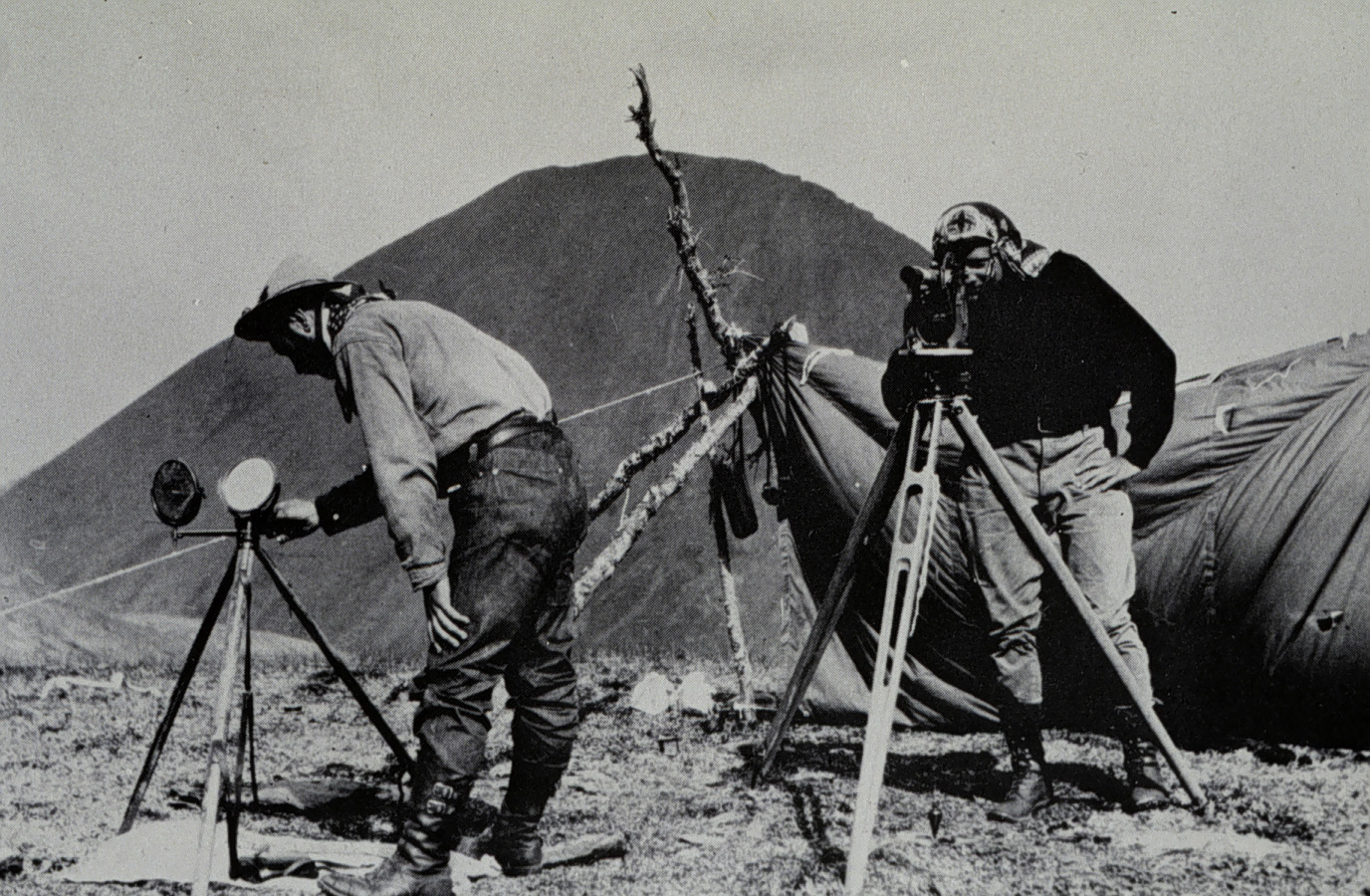
Heliógrafo a la izquierda.

Un heliógrafo es un aparato para hacer señales por medio de la reflexión de los rayos del Sol en un espejo movible o bien mediante la interposición de una especie de persiana cuya apertura o cierre hace que los rayos del sol lleguen y se reflejen en el espejo o no.
Modernamente, con el uso de las comunicaciones por radio, este tipo de comunicación ha ido cayendo en desuso, aunque ha seguido siendo utilizado, por su simplicidad, hasta tiempos relativamente recientes. 
Un inconveniente importante del uso de este medio de comunicación en campaña es que delata la presencia de quien está haciendo las señales.
Los avances tecnológicos en los medios de comunicación y de transmisión de información han contribuido al desplazamiento de esta herramienta.
- Datos: Q849453
- Multimedia: Heliographs / Q849453